# Sonic Death
Sonic Death è un album dal vivo del gruppo statunitense dei Sonic Youth, pubblicato nel 1984 dalla Ecstatic Peace. Contiene registrazioni che vanno dal 1981 al 1983, con tracce che fanno parte dei precedenti album ed EP del gruppo: Sonic Youth, Confusion Is Sex e Kill Yr Idols. Molte delle tracce presenti nell'album appaiono incomplete, spesso senza spazio dal successivo brano.
L'album venne originariamente pubblicato solo su musicassetta dalla casa discografica di Thurston Moore, la Ecstatic Peace. Successivamente venne ristampato oltre che nel formato musicassetta, anche in formato CD dalla Blast First e dalla SST Records.

## Tracce
La copertina dell'album non riporta i titoli delle tracce, e la versione CD è divisa in 2 uniche tracce: la seguente è la lista delle tracce che è stato possibile riconoscere chiaramente, con indicati i tempi dall'inizio del disco.
Lato A
1. The Good and the Bad (incompleta) – 0:00 – 5:05
2. She Is Not Alone (incompleta) – 7:16 – 10:31
3. The Good and the Bad (incompleta) – 12:21 – 17:02
4. The World Looks Red – 17:02 – 19:15
5. Confusion Is Next – 20:26 – 23:44
6. Inhuman (incompleta) – 23:44 – 25:16
7. Shaking Hell (incompleta) – 29:29 – 30:20
8. Burning Spear – 30:21 – 33:39

Lato B
1. Brother James (incompleta) – 40:05 – 40:23
2. Early American – 40:23 – 47:31
3. Burning Spear (incompleta) – 47:32 – 48:43
4. Kill Yr Idols – 48:44 – 51:35
5. Confusion Is Next (incompleta) – 51:36 – 53:05
6. Kill Yr Idols (incompleta) – 56:18 – 57:03
7. Shaking Hell (incompleta) – 58:45 – 60:20
8. (She's in a) Bad Mood (incompleta) – 62:46 – 63:40